# Eudesmia martini
Eudesmia martini là một loài bướm đêm thuộc phân họ Arctiinae, họ Erebidae.